# 織田敏定
織田 敏定（おだ としさだ）は、室町時代後期から戦国時代にかけての武将。尾張国下四郡の守護代。室町幕府の管領斯波氏の家臣。清洲織田氏（織田大和守家）の当主。清洲三奉行の一家「織田弾正忠家」の織田信定（織田信長の祖父）の父とする系図もあるが仮冒の可能性も指摘されており、真偽は不明。

## 家系
尾張守護職・斯波氏の被官である織田氏の一族。敏定の家系・「織田大和守家」は元々は「織田伊勢守家」（尾張守護代）の弟筋であり、初代は守護代の更に代理である又守護代を勤めた家系であった。後に敏定が伊勢守家と争って守護代の地位を獲得し清洲城を居城としたため、この家系は「清洲織田氏」とも呼ばれた。
母は朝倉教景の娘といわれる。通称は三郎、五郎、伊勢守、大和守。号は常英。子は寛定、寛村、敏信、敏宗、良信。その他は信定、飯尾定宗、大雲永瑞とされており、続柄については諸説ある。また、織田信友が養子であったともいわれる。

## 生涯
応仁元年（1467年）、応仁の乱が起きると、先代の尾張守護・斯波義敏と共に東軍に属した。そのため斯波義廉を擁立して西軍に属した岩倉城を拠点とする織田氏の総領「織田伊勢守家」出身の守護代である織田敏広と対立した。
文明8年（1476年）11月、主君・斯波義敏の命で、尾張中島郡にある尾張守護所の下津城を攻め、織田敏広とその岳父である美濃国の斎藤妙椿ら岩倉方と戦い、勝利を収めた。この際に下津城は炎上したため、織田敏広は山田郡の国府宮（稲沢市）に敗走したという。しかし、その後の尾張は西軍優勢となったようで、敏定の動向は定かではないが、尾張を離れて京都に滞在していたとされる。
文明10年（1478年）9月9日、応仁の乱が東軍の勝利に終わると、敏定は室町幕府から尾張守護代に任じられ、「凶徒退治」（凶徒とは西軍に属す斯波義廉と織田敏広を指す）を下命されて京都から尾張に下国した。これによって敵方であった美濃守護の土岐成頼・斎藤妙椿らの援助を受け、新たに守護所が置かれた清洲城に無事入城した。
同年、10月12日に再び勢力を盛り返した織田敏広と戦い勝利するが、12月4日に織田敏広は清洲城を攻撃し、斎藤妙椿が敏広救援に乗り出してきたため形勢は逆転した。この時、敏定は美濃牽制のため、信濃国の小笠原家長に援助を求めたという。この戦いで清洲城は一時的に炎上し、敏定は山田郡の山田庄に敗走している。また實成寺所蔵（現在名古屋市博物館に寄託）の敏定の寿像上部に記された横川景三の賛文によるよると、この戦いで右目に矢を受けたといい、実際に寿像下部の肖像画には隻眼で描かれている。
不利な状況のため、翌文明11年（1479年）1月19日には斎藤妙椿の仲介で両軍は尾張を分割統治することで和睦した。大和守家は尾張の南東部（中島郡と海東郡山田郡の一部）を安堵されて伊勢守家と尾張を共同統治することになった。後に大和守家は愛知郡、知多郡、海東郡、海西郡の下四郡を支配する守護代となっている。その後、斯波義敏の嫡男で尾張守護・斯波義寛と共に在京していたという。文明12年（1480年）、元侍所所司代の多賀高忠から弓道書の『犬追物記』を借り、筆写したことが実成寺に伝わっている。
文明13年（1481年）3月に伊勢守家と再び争うが、勝利している。その後に織田敏広は死去している。同年7月、敏広の後を継いだ養子（甥）の織田寛広、敏広の弟・広近らが斯波義寛に帰順した。さらに同年8月には織田寛広、織田広近らと共に敏定も上洛し、8代将軍・足利義政に尾張平穏の報告も兼ねて礼物の献上をしたという。
長享元年（1487年）、9代将軍・足利義尚による六角高頼征伐（長享の乱）に参陣した斯波義寛に伊勢守家と共に従軍している。同年、主君・義寛の名代として敏定は越前国の主権を幕府に願い出ているが、要求は退けられた。延徳3年（1491年）、10代将軍・足利義材による六角高頼征伐でも義寛に従軍し、軍功があったという（延徳の乱）。
その後も伊勢守家と対立を続けるが、翌年の明応4年（1495年）7月、布陣中に死去したという。享年は44とされる。『船田戦記』によると病死とあり、『武功夜話』では戦死したとも。戒名は「蓮光院殿常英大居士」。

## 横川景三作 織田敏定寿像賛
織田敏定寿像賛（『補庵京華外集』）
```
昔尓祖合戦泉堺、盖代之功殆百年耳、
今吾公従軍江州、奉君之道如一日然、
長剣短刀以起霸業、六韜三略不謬師傅、
領太和守則民帰其心以安王益州、三刀原夢想同彼同此、
築清洲城則敵射其眼而落雷、万春六矢着面孰后孰前、
智名勇功光国、割據平吞臨邊、
畫靜書戦清香入幕 兵衛、星動文経武緯克家織田、
在楚為楚人少晚節、晞顏則顏獨得天全、
不屑坐沉香說
袁盎
晁錯
夙讎、俗即真々即俗、
深肯持法華兼天台少林□、禅入教々入禅、
善哉大居士、了以小因緣、
夫是之謂榑桑国中、蓬莱山下、
保蟠桃寿、華於三千、實於三千者也、
 和州太守織田敏定、遠寄寿像求讚、其状曰、某、以某歲、軍于州之清洲、為賊所射、一目失之、不拔其箭、以攻以戦、賊乞降而退、此像之設、願得一言、以遺子孫、某望盡矣、
予
曰、善、世傳
鎌倉権五郎景正
於八旛殿後三年之戦、攻千福金澤之城、賊射其弓手之眼、而着于甲矣、載于国史而昭々哉、嗚呼、公意果在此耶、併書此一事於讚後、以塞来命云、吾
臨濟大師
曰、誰知正法眼蔵、向瞎驢辺滅却、公還会麼、喝一喝、
 延德二年歲舍庚戊八月吉日、前南禅横川叟、
```

## 日蓮宗との係わり（清洲宗論）
敏定は熱心な日蓮宗の信徒で大和守家の宗旨決めのため、文明13年（1481年）に当時本末を争っていた甲斐身延山久遠寺と、京都本圀寺を清洲城内で論争させた。結果は本圀寺方の勝訴となり、久遠寺方に帰順の起請を提示させた。以後、敏定は日蓮宗寺院の長久山實成寺を庇護するなど日蓮宗の振興に務めている。